# Villers-sur-Trie
Villers-sur-Trie je francouzská obec v departementu Oise v regionu Hauts-de-France. V roce 2011 zde žilo 339 obyvatel.

## Vývoj počtu obyvatel
Počet obyvatel 